# 反基督：彼得和阿列克塞
《反基督：彼得和阿列克塞》（Антихрист. Пётр и Алексей）是俄國作家梅列日科夫斯基的重要著作基督與反基督三部曲的第三部。

## 劇情
內容講述俄國皇太子阿列克謝自小就受到沙皇彼得一世的虐待，阿列克塞成年後，希望彼得儘快死去，自己能夠繼位，事件被彼得知道，皇太子只好尋求奧地利皇帝的疪護。皇太子最終回到俄國接受審訊，但他始終不明白自認為東正教宗主教的彼得為何會有兩個面孔，一面推行基督風氣，另一方面又濫殺異己，這究竟是不是反基督，皇太子最終是被判死刑。